# Kommunalvalen i Sverige 1926 och 1927
Kommunalvalet i Sverige 1926 genomfördes under hösten 1926 och 9-23 mars 1927 i Stockholms stad. I Boden, Umeå och Varberg ägde omval rum den 27 februari. Vid detta val valdes kommunalfullmäktige och stadsfullmäktige för mandatperioden 1927–1930/1931 i 1 146 av 2 523 kommuner. Valet påverkade också på sikt första kammarens sammansättning. Stadsfullmäktigevalen var utspridda mellan 17 september och 23 mars, men ungefär hälften ägde rum samtidigt som landstingsvalen, vilket var runt den 19 september. Detsamma gällde 610 val till kommunfullmäktige, medan valet ägde rum någon annan dag i 424 kommuner. 
För att kommunfullmäktige skulle vara obligatoriskt behövde kommunen ifråga ett invånarantal högre än 1 500. Denna siffra överskred 887 kommuner, medan 147 valde att ha fullmäktige ändå. Utöver detta ägde 112 stadsfullmäktigeval och 70 municipalfullmäktigeval rum. De sistnämnda räknas dock inte med som "riktiga" kommunalval.

## Stadsfullmäktigevalen
| Stadsfullmäktigevalen | Stadsfullmäktigevalen        | Stadsfullmäktigevalen | Stadsfullmäktigevalen | Stadsfullmäktigevalen | Stadsfullmäktigevalen | Stadsfullmäktigevalen |
| Parti                 | Parti                        | Röster                | Röster                | Röster                | Mandatfördelning      | Mandatfördelning      |
| Parti                 | Parti                        | Antal                 | %                     | +− %                  | Antal                 | +−                    |
| --------------------- | ---------------------------- | --------------------- | --------------------- | --------------------- | --------------------- | --------------------- |
|                       | Socialdemokraterna           | 248 440               | 42,4                  | +2,2                  | 1 396                 | +235                  |
|                       | Allmänna valmansförbundet    | 214 526               | 36,6                  | -2,2                  | 1 315                 | -67                   |
|                       | Frisinnade folkpartiet       | 46 774                | 8,0                   | -6,4                  | 410                   | -226                  |
|                       | Sveriges kommunistiska parti | 36 274                | 6,2                   | +0,7                  | 118                   | -25                   |
|                       | Liberala riksdagspartiet     | 32 350                | 5,5                   | +5,5                  | 133                   | +133                  |
|                       | Övriga partier               | 7 127                 | 1,2                   | —                     | 82                    | —                     |
| Antal giltiga röster  | Antal giltiga röster         | 585 491               | 100                   |                       | 3 454                 | +64                   |
| Ogiltiga röster       | Ogiltiga röster              | 933                   |                       |                       |                       |                       |
| Totalt                | Totalt                       | 586 424 (52,9%)       |                       |                       |                       |                       |

Flera städer ingick inte i något av landstingen på grund av sin storlek. Vid valet 1926 och 1927 var dessa sex stycken av totalt 112 städer i landet; Stockholm, Göteborg, Malmö, Norrköping, Helsingborg och Gävle. Denna särställning gjorde att städerna jämte landstingen fick delta i förstakammarvalen, där de valda stadsfullmäktigen agerade valmän. Ibland jämställs därför dessa stadsfullmäktigeval med landstingsval.
| Stockholm            | Stockholm                    | Stockholm       | Stockholm | Stockholm | Stockholm |
| Parti                | Parti                        | Röster          | Röster    | Mandat    | Mandat    |
| Parti                | Parti                        | Antal           | %         | Antal     | +−        |
| -------------------- | ---------------------------- | --------------- | --------- | --------- | --------- |
|                      | Socialdemokraterna           | 64 960          | 40,9      | 43        | -1        |
|                      | Allmänna valmansförbundet    | 61 269          | 38,6      | 39        | -1        |
|                      | Sveriges kommunistiska parti | 15 820          | 10,0      | 9         | +2        |
|                      | Liberala riksdagspartiet     | 10 143          | 6,4       | 5         | +5        |
|                      | Frisinnade folkpartiet       | 6 162           | 3,9       | 4         | -5        |
|                      | Övriga partier               | 512             | 0,3       | 0         | —         |
| Antal giltiga röster | Antal giltiga röster         | 158 866         | 100       | 100       | +-0       |
| Ogiltiga röster      | Ogiltiga röster              | 168             |           |           |           |
| Totalt               | Totalt                       | 159 034 (53,4%) |           |           |           |

| Göteborg             | Göteborg                     | Göteborg       | Göteborg | Göteborg | Göteborg |
| Parti                | Parti                        | Röster         | Röster   | Mandat   | Mandat   |
| Parti                | Parti                        | Antal          | %        | Antal    | +−       |
| -------------------- | ---------------------------- | -------------- | -------- | -------- | -------- |
|                      | Socialdemokraterna           | 26 534         | 40,9     | 25       | -6       |
|                      | Allmänna valmansförbundet    | 20 539         | 31,7     | 18       | -1       |
|                      | Liberala riksdagspartiet     | 9 344          | 14,4     | 10       | +10      |
|                      | Sveriges kommunistiska parti | 7 037          | 10,8     | 7        | +4       |
|                      | Övriga partier               | 1 412          | 2,2      | 0        | —        |
| Antal giltiga röster | Antal giltiga röster         | 64 866         | 100      | 60       | +-0      |
| Ogiltiga röster      | Ogiltiga röster              | 98             |          |          |          |
| Totalt               | Totalt                       | 64 964 (51,7%) |          |          |          |

| Malmö                | Malmö                     | Malmö          | Malmö  | Malmö  | Malmö  |
| Parti                | Parti                     | Röster         | Röster | Mandat | Mandat |
| Parti                | Parti                     | Antal          | %      | Antal  | +−     |
| -------------------- | ------------------------- | -------------- | ------ | ------ | ------ |
|                      | Socialdemokraterna        | 20 109         | 53,6   | 31     | -3     |
|                      | Allmänna valmansförbundet | 14 123         | 37,6   | 20     | +2     |
|                      | Frisinnade folkpartiet    | 2 328          | 6,2    | 3      | +1     |
|                      | Övriga partier            | 982            | 2,6    | 0      | —      |
| Antal giltiga röster | Antal giltiga röster      | 37 542         | 100    | 54     | +-0    |
| Ogiltiga röster      | Ogiltiga röster           | 46             |        |        |        |
| Totalt               | Totalt                    | 37 588 (56,3%) |        |        |        |

| Norrköping           | Norrköping                   | Norrköping     | Norrköping | Norrköping | Norrköping |
| Parti                | Parti                        | Röster         | Röster     | Mandat     | Mandat     |
| Parti                | Parti                        | Antal          | %          | Antal      | +−         |
| -------------------- | ---------------------------- | -------------- | ---------- | ---------- | ---------- |
|                      | Socialdemokraterna           | 8 602          | 47,9       | 30         | +-0        |
|                      | De Borgerliga                | 7 105          | 39,5       | 24         | -3         |
|                      | Sveriges kommunistiska parti | 1 354          | 7,5        | 4          | +1         |
|                      | Frisinnade folkpartiet       | 906            | 5,0        | 2          | +1         |
| Antal giltiga röster | Antal giltiga röster         | 17 967         | 100        | 60         | +-0        |
| Ogiltiga röster      | Ogiltiga röster              | 60             |            |            |            |
| Totalt               | Totalt                       | 18 027 (54,2%) |            |            |            |

| Helsingborg          | Helsingborg               | Helsingborg    | Helsingborg | Helsingborg | Helsingborg |
| Parti                | Parti                     | Röster         | Röster      | Mandat      | Mandat      |
| Parti                | Parti                     | Antal          | %           | Antal       | +−          |
| -------------------- | ------------------------- | -------------- | ----------- | ----------- | ----------- |
|                      | Socialdemokraterna        | 8 274          | 48,7        | 26          | -1          |
|                      | Allmänna valmansförbundet | 7 382          | 43,4        | 23          | +1          |
|                      | Frisinnade folkpartiet    | 915            | 5,4         | 2           | +2          |
|                      | Övriga partier            | 433            | 2,5         | 0           | —           |
| Antal giltiga röster | Antal giltiga röster      | 17 004         | 100         | 51          | +-0         |
| Ogiltiga röster      | Ogiltiga röster           | 36             |             |             |             |
| Totalt               | Totalt                    | 17 040 (58,2%) |             |             |             |

| Gävle                | Gävle                     | Gävle         | Gävle  | Gävle  | Gävle  |
| Parti                | Parti                     | Röster        | Röster | Mandat | Mandat |
| Parti                | Parti                     | Antal         | %      | Antal  | +−     |
| -------------------- | ------------------------- | ------------- | ------ | ------ | ------ |
|                      | Socialdemokraterna        | 4 191         | 50,0   | 24     | +2     |
|                      | Allmänna valmansförbundet | 2 616         | 31,2   | 14     | +-0    |
|                      | Frisinnade folkpartiet    | 1 146         | 13,6   | 7      | -1     |
|                      | Övriga partier            | 434           | 5,2    | 0      | —      |
| Antal giltiga röster | Antal giltiga röster      | 8 387         | 100    | 45     | +-0    |
| Ogiltiga röster      | Ogiltiga röster           | 20            |        |        |        |
| Totalt               | Totalt                    | 8 407 (38,3%) |        |        |        |